# Gumaca
Gumaca is een gemeente in de Filipijnse provincie Quezon op het eiland Luzon. Bij de laatste census in 2010 telde de gemeente bijna 70 duizend inwoners.

## Geografie

### Bestuurlijke indeling
Gumaca is onderverdeeld in de volgende 59 barangays:
| - Adia Bitaog - Anonangin - Bagong Buhay - Bamban - Bantad - Batong Dalig - Biga - Binambang - Buensuceso - Bungahan - Butaguin - Calumangin - Camohaguin - Casasahan Ibaba - Casasahan Ilaya | - Cawayan - Gayagayaan - Gitnang Barrio - Hagakhakin - Hardinan - Inaclagan - Inagbuhan Ilaya - Labnig - Laguna - Lagyo - Mabini - Mabunga - Malabtog - Manlayaan - Marcelo H. Del Pilar | - Mataas Na Bundok - Maunlad - Pagsabangan - Panikihan - Peñafrancia - Pipisik - Progreso - Rizal - Rosario - San Agustin - San Diego - San Diego Poblacion - San Isidro Kanluran - San Isidro Silangan - San Juan De Jesus | - San Vicente - Sastre - Tabing Dagat - Tumayan - Villa Arcaya - Villa Bota - Villa Fuerte - Villa M. Principe - Villa Mendoza - Villa Nava - Villa Padua - Villa Perez - Villa Tañada - Villa Victoria |

## Demografie
Gumaca had bij de census van 2010 een inwoneraantal van 69.618 mensen. Dit waren 5.840 mensen (9,2%) meer dan bij de vorige census van 2007. Ten opzichte van de census van 2000 was het aantal inwoners gegroeid met 9.427 mensen (15,7%). De gemiddelde jaarlijkse groei in die periode kwam daarmee uit op 1,47%, hetgeen lager was dan het landelijk jaarlijks gemiddelde over deze periode (1,90%).

De bevolkingsdichtheid van Gumaca was ten tijde van de laatste census, met 69.618 inwoners op 189,65 km², 367,1 mensen per km².

## Geboren in Gumaca
- Lorenzo Tañada (10 augustus 1898), senator (overleden 1992);
- Wigberto Tañada (13 augustus 1934), senator.